# Els víkings
Els víkings (en anglès The Vikings) és una pel·lícula d'aventures estatunidenca de 1958 basada en la novel·la homònima d'Edison Marshall. Fou dirigida per Richard Fleischer i va comptar amb les actuacions de Kirk Douglas, Tony Curtis, Janet Leigh i Ernest Borgnine. Ha estat traduïda al català i emesa per primer cop a TV3 el 28 d'abril de 1993.
La pel·lícula va fer un ús notable dels escenaris naturals de Noruega. Es va rodar majoritàriament a Maurangerfjorden i Maurangsnes, fotografiats per Jack Cardiff, tot i que el castell d'Aella era el veritable Fort de la Latte al nord-est de la Bretanya i el rodatge també es va situar al Canal d'Ístria (Fiord), a Croàcia.
Tot i ser titllada despectivament de "western nòrdic" pel crític del New York Times Bosley Crowther, la pel·lícula va resultar un gran èxit de taquilla i va generar la sèrie de televisió Tales of the Vikings, dirigida per l'editor de la pel·lícula Elmo Williams, que no incloïa cap dels membres o personatges del repartiment original.

## Sinopsi
La trama s'ambienta en el segle ix, època en què els vikings atacaven sovint el territori de l'actual Anglaterra. La història se centra en un fill bastard del cap viking Ragnar Lodbrok i de l'esposa del rei de Northumbria, anomenat Eric, a qui se li nega la seva identitat fins a l'edat adulta i rivalitza amb Einar, el fill legítim i hereu del cap viking, així com amb el seu oncle Aella de Northúmbria, que es fa amb el tro. Finalment, després que aquest mati Ragnar, Eric i Einar ataquen el seu regne i Eric acaba sent rei després de matar Ragnar i Eric.
En la pel·lícula es mostren costums vikings de l'època i es mostra l'atac a la fortalesa de York del 866, dut a terme pel Gran exèrcit pagà, en el qual mor el rei Aella de Northúmbria. Es basa en la saga nòrdica Ragnarssona þáttr.

## Repartiment
- Orson Welles: Narrador.
- Kirk Douglas: Einar.
- Tony Curtis: Eric.
- Ernest Borgnine: Ragnar.
- Janet Leigh: Princesa Morgana.
- James Donald: Lord Egbert.
- Alexander Knox: Pare Godwin.
- Frank Thring: Rei Aella.
- Maxine Audley: Enid.
- Eileen Way: Kitala.
- Edric Connor: Sandpiper.
- Dandy Nichols: Bridget.
- Per Buckhøj: Bjǫrn Járnsíða

## Recepció
La pel·lícula va tenir un èxit als Estats Units i a l'estranger, aconseguint ingressos de 6,2 milions de dòlars als Estats Units i al Canadà (d'un pressupost de 15 milions) i 7 milions de dòlars a l'estranger, i esdevingué la 3a pel·lícula més popular a la taquilla britànica el 1958. Kirk Douglas no va cobrar cap sou per la pel·lícula a canvi del 60 % dels beneficis, i es calcula que va guanyar 3 milions de dòlars amb la pel·lícula.

## Nominacions i premis
Va ser guardonada amb el premi Golden Laurel de 1959 al millor drama d'acció i amb el premi Zulueta de 1958 (actual Premi Conquilla de Plata al millor actor) al millor actor (compartit).